# Capela de Nossa Senhora da Conceição (Nazaré)
A Capela de Nossa Senhora da Conceição é um templo religioso católico, construída no século XVIII. Está localizada no centro histórico da cidade de Nazaré, no estado brasileiro da Bahia. É um patrimônio cultural nacional, tombado pelo Instituto do Patrimônio Histórico e Artístico Nacional (IPHAN), na data de 26 de janeiro de 1962, sob o processo de nº 622-T-1961.

## História
No ano de 1742, a Capela de Nossa Senhora da Conceição foi construída onde, anteriormente, se localizava o Engenho e a Capela de São Bento, construídos por Fernão Cabral de Ataíde no século XVII, na sesmaria da Conceição.

## Arquitetura
A capela possui planta em T, foi construída com nave única, capela-mor, galeria de tribunas, coro, copiar e duas sacristia justapostas. Na parte interna da capela, os altares são em estilo neoclássico com as imagens de Nossa Senhora da Conceição, São Braz, São Benedito e Nossa Senhora de Santana. Na sacristia há uma bacia em cantaria e o forro da nave e capela-mor é plano em madeira, sendo os cantos arredondados na capela-mor. O acesso a capela se dá através de um alpendre cercado por muretas e fechada com grades de ferro. O frontispício possui duas janelas na altura do coro, frontão triangular e uma torre sineira com cobertura piramidal. A cobertura da nave e capela-mor é em telhado de duas águas e cimalha, a cobertura das sacristias é em telhado de meia água e beira-seveira e a cobertura do alpendre é em telhado de três águas.